# Al diavolo la morte
Al diavolo la morte (S'en fout la mort) è un film del 1990 diretto da Claire Denis.